# Partit Comunista dels Treballadors Portuguesos / Moviment Reorganitzatiu del Partit del Proletariat
El Partit Comunista dels Treballadors Portuguesos - Moviment Reorganitzatiu del Partit del Proletariat (Partido Comunista dos Trabalhadores Portugueses - Movimento Reorganizativo do Partido do Proletariado, PCTP/MRPP) és un partit polític comunista marxista-leninista-maoista de Portugal. Fundat el 26 de desembre de 1976 a partir del MRPP, que havia estat fundat el 18 de setembre de 1970. El secretari general era Arnaldo Matos. L'òrgan central és el "Luta Popular", la primera edició del qual va sortir el 1971 (encara del MRPP). El MRPP va ser molt actiu abans de la Revolució dels Clavells de 1974, especialment entre estudiants i joves obrers de Lisboa. El MRPP - com el PCTP - va guanyar fama amb grans i vistoses pintures murals. Va continuar amb gran activitat durant 1974 i 1975. A les seves files hi havia membres que després, i havent-ne estat expulsats, han tingut gran relleu a la política portuguesa, com José Manuel Durão Barroso, avui al Partit Popular Democràtic / Partit Social Demòcrata (PPD-PSD) i Fernando Rosas, avui al Bloc d'Esquerra (BE).
Després del 25 d'abril de 1974, el MRPP va ser acusat pel Partit Comunista Portuguès (PCP), "el pitjor enemic", de ser finançat per la CIA, idea basada, en parte, en la cooperació entre el MRPP i el Partit Socialista (PS), durant l'anomenat Estiu calent.
A partir del 26 de desembre de 1976, el MRPP, després d'un congrés, es va passar a dir PCTP/MRPP. El líder històric és Arnaldo Matos. El primer director del "Luta Popular" (legal), Saldanha Sanches. L'actual líder és Luís Franco.

## Alguns antics militants
- Durão Barroso (PPD/PSD)
- Fernando Rosas (BE)
- Saldanha Sanches
- Maria José Morgado
- Diana Andringa
- Violante Saramago Matos
- Dulce Rocha
- Maria João Rodrigues
- Ana Gomes (PS)
- Luís Marques
- Alfredo Caldeira